# Братское (Попельнастовская сельская община)
Бра́тское (укр. Братське) — село в Попельнастовской сельской общине Александрийского района Кировоградской области Украины.
Население по переписи 2001 года составляло 63 человека. Почтовый индекс — 28061. Телефонный код — 5235. Код КОАТУУ — 3520385902.